# Nexon
Nexon Co., Ltd. (넥슨) é uma publicadora sul-coreana de jogos eletrônicos sediada em Tóquio no Japão. Ela foi fundada em dezembro de 1994 em Seoul por Kim Jung-ju e Jake Song.
A sede da Nexon America está localizada em El Segundo, na Califórnia.
A Nexon é a pioneira no ramo de MMORPGs com interface gráfica.

## História
A Nexon publicou o seu primeiro título, Nexus: The Kingdom of the Winds, em 1996. O primeiro jogo em linha gráfica publicado. Isto trouxe grande sucesso e fama para empresa ao longo dos anos. Em 1998, a empresa lança Dark Ages, jogo online, baseado no Legend of Darkness, usando a mesma tecnologia de servidor.
A empresa lançou poucos jogos de sucesso na América do Norte, sendo a maioria abandonados após a versão beta.
Em 2003, Wizet criou um enorme sucesso com o jogo chamado MapleStory, que finalmente tinha clientes na Coreia do Sul, Japão, China, Honguecongue, Taiuã, Tailândia, Sudeste da Ásia, América do Norte, Europa e muitos outros lugares. Após fundir com a Wizet passou a controlar em conjunto MapleStory.
Tem produzido vários jogos, principalmente MMORPGs e jogos online de ação. A maioria dos jogos utiliza tecnologia gráfica 2D. Recentemente publicou títulos em 3D. Embora a maioria dos jogos estejam disponíveis gratuitamente, diversos itens e acessórios podem ser adquiridos através de Nexon Cash.

## Nexon Cash
Comumente chamado de 'NX Cash' ou mesmo 'NX', é a moeda criada pela empresa utilizada nas lojas dos jogos distribuídos pela empresa. No Brasil, a Level Up! Games, distribuidora oficial no país do jogo Combat Arms utiliza a moeda, seu câmbio é cotado em BRL.